# 纳兰常安
纳兰常安（1681年—1748年），又常安，字履坦，葉赫那拉氏，满洲镶红旗人，清朝官员。善诗文。

## 生平
十七岁补诸生贡入国子监学习。初为刑部笔帖式，雍正元年（1723），太原府通判；二年至三年，满洲镶红旗副都统，出任冀宁道和山西粮驿道；六年，广西按察使；八年，云南布政使，貴州布政使；十一年，江西巡抚。乾隆元年，督理北路粮饷，驻鄂尔昆城；四年，盛京兵部侍郎，在官署建“澄观楼”；次年调刑部侍郎，出任漕运总督；六年（1741）十二月，降浙江巡抚，兼任两浙盐运使。常安在浙江久，有惠政。乾隆十二年（1747）被閩浙總督喀爾吉善弹劾，卒于狱。《清史稿》卷338有传。“常安少受業於尚書韓菼，工文辭，有所論著，多譏切時事。其坐譴多舉細故，遽從重比。時論疑其中蜚語以死，非其罪也”。
雍正帝胤禛未即位时曾为常安书写“受宜堂”匾额（载杨钟羲《雪橋詩話》卷5）。与河道总督高斌、文人程嗣立交友。
著有诗文集《受宜堂集》（湖南巡抚冯光裕、吴世尚（字六书，号群玉，著《庄子解》、《楚辞疏》）序与自序，1735）、《受宜堂駐淮集》（程嗣立序，1735）、《澄观楼倡和诗》、《醉红亭诗钞》，部分诗作载于伊福納辑《白山诗鈔》。另有《明史评》、《沈水三春集》（记载盛京风物，1740）、《班餘剪燭集》14卷（自序，1740年刊本，載《欽定八旗通志：藝文志》卷120）、《从祀名宦传》、《受宜堂宦游笔记》（1746）、《古文披金》等。乾隆十年，撰写《重建杭郡名宦乡贤祠记》（石刻）（载丁丙《武林坊巷志》）。为順治九年（1652年）壬辰科进士李来泰的文集《莲龛集》作序。为书法家蔣衡的《拙存堂文集》作序。
有题画诗《题蓝谢青画册十幅》（载纳兰常安《班餘剪燭集》卷14；蓝深，字谢青，系明末清初画家蓝瑛孙，有《西湖十景册》）。

## 家庭
- 始祖瑚席布（c.1600s-?），驍騎校，从龙入关。“瑚席布，鑲紅旗人，世居葉赫地方，来歸年分無考，任驍騎校。其子䝉古爾岱原任郎中，華色原任副都統。孫興保原任頭等䕶衛。……曽孫塞克原任佐領，常安現任浙江廵撫，常鈞現任知府”（据《八旗滿洲氏族通譜》卷22）。
- 祖父蒙固爾岱（c.1630s-?），户部郎中、陕西布政史。胞兄華色，副都統。
- 父興葆（1662-1729），平郡王府頭等䕶衛。母鄂卓氏（父鑲紅旗滿洲、甘肅巡撫、倉場侍郎伊圖）。
- 胞弟常鈞（字和亭，1702-1789），雍正四年（1726）丙午科翻译举人，历任甘肃巡撫、湖南巡撫[3]，乾隆二十九年（1764）以军功授世袭云骑尉，著《清话问答四十条》（亲家、吏部尚書文勤公永貴序，1758）、《敦煌杂钞》。原配瓜爾佳氏（父内务府正黄旗满洲、内务府员外郎哈什泰），继配鄂卓氏（父正红旗满洲、礼部郎中兼佐领五格）。其：
  - 子那霑，乾隆十五年翻译举人，工部郎中。其女葉赫那拉氏，嫁正白旗滿洲拜都氏伊崇阿（父乾隆甲子舉人永亮，胞叔吏部尚書文勤公永貴）。
  - 子乾隆十六年（1751年）辛未科繙譯進士那淳（榜名常世宁?，1730-1782），义州知州。孙儿乾隆五十四年（1789年）己酉科三甲進士達林。
  - 子那衍，那淇。
  - 子那澄（又那成），乾隆五十五年（1790）袭其父云骑尉，浙江宁绍台道。妻富察氏（父鑲黃旗滿洲、湖南巡撫富勒渾，祖父三等侍衛、散秩大臣傅成，曾祖一等伯馬齊）。初入仕途官主事，为同旗吏部尚书兼步军统领託恩多保荐，託恩多女婿那穆齐礼侄武霖布和那澄之兄那淳为同科翻译进士。
  - 子那浚。其子達權，妻索綽絡氏（父内务府正白旗满洲、内务府郎中、江寧織造觀豫，祖父乾隆二年（1737年）丁巳恩科进士觀保）。
  - 女葉赫那拉氏，分别嫁：
    - 正白旗滿洲、山東巡撫拜都氏伊江阿（父吏部尚書文勤公永貴；胞兄画家瑛寶，字夢禪，号梦禅居士；祖父江西巡撫愨僖公布蘭泰）。
    - 正蓝旗满洲章佳氏查清阿（父礼部尚书、总督富勒渾）。
    - 正黄旗满洲烏雅氏扎拉芬（父武毅謀勇公兆惠）。
    - 鑲黃旗滿洲、乾隆十八年癸酉科举人蘇完瓜爾佳氏福生阿（父希占，祖父三等侍衛庫泰，高祖工部尚書穆里瑪，高祖伯领侍卫内大臣鳌拜）。
    - 正白旗滿洲董鄂氏額騰額（父湖廣總督、陝甘總督永常）。
    - 正黃旗满洲、刑部員外郎觉罗德敏（孙儿閩浙總督觉罗耆齡 (紅帶子)）。
    - 正白旗滿洲、湖南巡撫佟佳氏通恩（佟佳氏）。其子嘉慶己巳恩科翰林玉綬，雲南巡撫玉輅。
- 子纳兰琇、纳兰珉、纳兰琦，为其父著述校阅。